# Radosław Smuszkiewicz
Radosław Marek Smuszkiewicz (ur. 8 kwietnia 1955 w Zagórowie) – polski górnik, poseł na Sejm PRL IX kadencji.

## Życiorys
W 1981 skończył Technikum Górnicze w Koninie. Od 1973 pracował w Kopalni Węgla Brunatnego „Konin”. Radny Miejskiej Rady Narodowej. W 1985 uzyskał mandat posła na Sejm PRL IX kadencji w okręgu Konin z ramienia Polskiej Zjednoczonej Partii Robotniczej. Zasiadał w Komisji Górnictwa i Energetyki. Otrzymał Medal 40-lecia Polski Ludowej.